# Kedungkelor
Kedungkelor is een bestuurslaag in het regentschap Tegal van de provincie Midden-Java, Indonesië. Kedungkelor telt 6361 inwoners (volkstelling 2010).